# 3 Rezerwowa Dywizja Kawalerii
3 Rezerwowa Dywizja Kawalerii – jedna z dywizji kawalerii w strukturze organizacyjnej armii Cesarstwa Austriackiego. Brała udział m.in. w wojnie siedmiotygodniowej (na froncie północnym).

## Skład w 1866
Jej dowódcą był generał-major Karl Coudenhove.
Dywizja składała się z następujących oddziałów i pododdziałów:
- brygada kawalerii (dowódca generał-major Alfred zu Windisch Gratz)
- brygada kawalerii (dowódca generał-major Adolf von Mengen)
- 7 baterii artylerii przydzielonych przez dowództwo Armii Północnej